# هایلند هیون (تگزاس)
هایلند هیون، تگزاس (به انگلیسی: Highland Haven, Texas) یک شهر در ایالات متحده آمریکا با جمعیت ۴۵۰ نفر است که در تگزاس واقع شده‌است.

## موقعیت جغرافیایی
موقعیت جغرافیایی شهرها و مناطق اطراف به شرح زیر است: